# Kornél Fábry (Cornelio Fábry)
Fábry Kornél (Budapest, 22 de octubre de 1972) sacerdote católico húngaro, obispo titular de Guardialfiera, obispo auxiliar de Esztergom-Budapest. 

## Su carrera
En 1991, se graduó en la Escuela Secundaria Piarista de Budapest,   luego durante medio año fue estudiante en la Universidad de Ciencias Agrícolas de Gödöllő, durante un año fue asistente de oficina y luego administrador de casos en los Archivos Parlamentarios. Durante dos años estudió francés en la Universidad Eötvös Loránd .
Luego, entre 1995 y 2001, estudió en el departamento de teología de la Universidad Católica Pázmány Péter y, a través de la comunidad Emmanuel, en la École Cathédrale de París, obteniendo finalmente la licencia teológica en 2002. Continuando sus estudios, fue estudiante en la Pontificia Universidad Gregoriana de Roma de 2003 a 2008, obteniendo el doctorado en teología bíblica. 

### Su carrera sacerdotal
El 17 de junio del 2000 fue ordenado sacerdote en Kaposvár por el obispo diocesano Béla Balás. Fue capellán en París y luego en Kaposvár.
Se desempeñó como párroco en Kaposfüred durante siete años,   donde en poco tiempo se vio una comunidad viva y en crecimiento, con el trabajo voluntario de muchos. La renovación de la parroquia y luego del templo proporcionó un marco no sólo para el funcionamiento de las numerosas comunidades, sino que a partir de 2011, de lunes a viernes, se inició el culto sacramental durante todo el día. En este tiempo se llevaron a cabo 14 cursos Alpha (una serie de cenas evangelíizadoras para no-creyentes) con la participación de un total de 400 personas, y el número de feligreses también se elevó en 400 personas. 
Paralelamente, se desempeñó como profesor de religión en el Centro Escolar Nagyboldogasszony en Kaposvár, fue el líder del curso de maestría para profesores de religión en la Facultad de Estudios Religiosos Gál Ferenc en Kaposvár, y luego en la Facultad de Estudios Religiosos de Veszprém, así como docente en la Facultad de Artes de la Universidad de Kaposvár .
De 2016 a 2022, se desempeñó como Secretario General del 52 Congreso Eucarístico Internacional. A partir del 2021 es director del Instituto Nacional de Pastoral  y desde el 2022 persona de contacto en Hungría para el Año Santo 2025.  

### Su carrera episcopal
El 27 de junio de 2023, el Papa Francisco lo nombró obispo titular de Guardialfiera y obispo auxiliar de la archidiócesis de Esztergom-Budapest. Su ordenación como obispo se llevó a cabo el 2 de septiembre de 2023   en la Basílica de Szent István . Su principal consagrador fue el cardenal Péter Erdő, y co-consagraron el obispo de la diócesis de Kaposvár , László Varga, y el nuncio apostólico Michael Wallace Banac .
Como lema episcopal eligió: "De ti brotan todas mis fuentes" (Salmo 87,7). Lema del 52 Congreso Eucarístico Internacional 

## Premios
- 2021 - Pro Ecclesia et Pontifice
- 2017 − Por la ciudad de Kaposvár
- 2012 - Primer premio del condado de Somogy [1]